# La Messagère

La Messagère (A Near Death Experience) est un téléfilm canado-américain réalisé par Don Terry et diffusé le 6 janvier 2008 sur Lifetime Movie Network.

## Fiche technique
- Réalisation : Don Terry
- Scénario : Helen Frost (en), Don MacLeod
- Durée : 89 minutes
- Pays :  Canada,  États-Unis

## Distribution
- Amy Acker : Ellie Daly
- Bronwen Booth : Taylor Nicholson
- Steve Cumyn : Daniel Nicholson / Dave Tanner
- John Ralston : Docteur William Shaw
- Sarah Allen (en) : Maggie
- Howard Rosenstein : Mike
- Rebecca Windheim : Tamara
- Spiro Maland : Dwayne Bradfield
- Robert Naylor : Jamie
- Cecile Cristobal : Présentatrice
- James A. Woods (en) : Brendan Daly
- Norman Mikael Berketa : Inspecteur Jeff Mader
- Johanna Nutter : Sara Hale
- Adrien Burhop : Bobby Cartwright
- Benz Antoine (en) : Inspecteur Brock
- Tony Robinow : Monsieur Valinsky
- Robert Crooks : Officier Jackson
- Al Vandecruys : Matthew Bradfield
- Kim Bubbs : Melinda Shaw
- Sylvia Stewart : Officier Carlucci